# ミハイル・レイスネル
ミハイル・アンドレヴィッチ・レイスネル（ロシア語: Михаил Андреевич Рейснер、ラテン文字表記例: Mikhail Andreevich Reisner、1868年 - 1928年）は、ロシアの法学者。

## 人物
ソ連初期の法学者。1917年までサンクトペテルブルク大学私講師。
法を「インペラティフ的・属性的体験」と見るロシアの法心理学者ペトラジツキーの心理学的法理論の後継者で、その理論を発展させて「社会的秩序の事実上の基礎と、これに対応する社会的法生活の現実の梃子」は実定法ではなく、立法以前に存在する「直観法」であると主張した。しかし、この「直観」の階級的・社会的性格を強調して、「階級的直観法」の理論を展開した。

## 主な著作
- 『エル・イ・ペトラジツキーの理論、マルクス主義および社会的イデオロギー』1908年
- 『国家』第1部、1919年
- 『ソヴェト憲法要綱』1920年
- 『ブルジョア国家とロシア連邦共和国』1923年
- 『法』1925年
- 『社会心理学の諸問題』1925年
- 『東洋のイデオロギー』1927年
- 『政治学史』第1巻、1929年